# 飯尾連龍
飯尾 連龍（いのお つらたつ）は、戦国時代の武将。今川氏の家臣。遠江敷知郡引間城主。

## 生涯
生家の飯尾氏は元々室町幕府奉行衆の家系で、戦国時代初期に駿河国守護の今川氏の招きによって遠江へ赴き、幕府御一家吉良氏領浜松荘の奉行を務め、16世紀に今川氏が遠江を制圧した後も引き続き浜松荘を支配して引間城に居城した。
連龍は16世紀半ばまで活動した飯尾乗連の次代として引間城主・浜松領主の地位を継いだ。連龍が当主となった時期は桶狭間の戦いで今川義元が尾張の織田氏に討たれ、隣国三河では松平氏が織田氏と結んで今川氏から離反。永禄6年（1563年）になると、遠江国内で堀越氏・天野氏・松井氏・井伊氏といった領主層の今川氏被官が次々と反旗を翻した。
同年、連龍も今川氏から離反したとされる。三河の松平氏に内通して、今川氏真が三河へ出兵した際に連龍が詐病によって勝手に帰国した上、白須賀宿に火を放ったのだという疑惑を掛けられたからであった。同年12月、今川氏は連龍の引間城を攻撃した。この戦いで複数の被官衆に戦死者が出たものの、今川方は主将の新野親矩が戦死するなど城攻めは失敗に終わった。戦後は今川氏と和睦して帰順したようだが、永禄7年（1564年）には連龍は三河の松平家康と面会して援兵を得たため、今川氏は再度出兵して引間城を攻めている。この遠州忩劇ないし引間一変と呼ばれる事態は、この年の10月までには今川氏との再和睦という形で終結した。
永禄8年（1565年）12月、連龍は今川氏真の命を受けた姉婿松井氏の誘いによって駿府に出仕したが、自邸を今川勢に攻め立てられて誅殺された。遠州忩劇を一応平定した氏真だったが、連龍への疑念を払拭できなかったという結末であった。その後、引間城は帰属先を廻って動揺したが、最終的には松平氏（徳川氏）によって平定されている。

### 『井伊家伝記』による記述
江戸時代中期に編纂された遠江引佐郡井伊谷城主井伊氏の家伝『井伊家伝記』は、井伊氏が引間城主で飯尾氏はその家老だったとしており、今川氏真の三河出陣の際の白須賀宿出火も井伊氏が責を問われたものとしている。このため井伊氏は今川氏を離反した天野氏攻撃を命じられたが、連龍は妻が天野氏の縁者だった関係から井伊氏を見限り、出陣中の井伊勢に毒入りの茶を含ませて井伊直平らを毒殺し、引間城を乗っ取って今川氏に反旗を翻したとする。なお連龍が松井氏に誘われて駿府に入った事も見られるが、連龍の子と今川氏真の娘を縁組させるという名目だったとしており、その最期も子とともに詰め腹を切らされたとしている。

## 子孫
- 長男に義広がおり、義広の誕生を祝って始められたのが「浜松まつり」の凧揚げであるとされている。その起源は、室町時代の永禄年間（1555年 - 1569年）に、引間城（現在の浜松城）の城主であった、飯尾豊前守（連龍）の長男・義広の誕生を祝って、入野村の住人であった佐橋甚五郎が義広の名前を記した大凧を揚げた、という史書『浜松城記』の記述を定説としていたが、近年になってこの縁起そのものが大正時代の創作であるとする研究が進んでいる。
- 東京都渋谷区の一地域（現在の原宿・竹下通り・表参道周辺）である穏田（旧・穏田村）の旧家である飯尾氏は、飯尾連龍の次男の子孫であると自称している。「天正年間に同地に移住してきた浜松曳馬城最後の城主である飯尾豊前守正純（連龍）の次男の飯尾弥太夫（正宅）が入植し、同地を飯尾氏が源氏である旨をもって源氏山と名付け、江戸幕府三代将軍の徳川家光に言上した」と伝えられている[注釈 5]。

## 関連作品
テレビドラマ
- どうする家康（2023年、NHK大河ドラマ、演：渡部豪太）